# Vicdessos
Vicdessos è un ex comune francese di 601 abitanti situato nel dipartimento dell'Ariège nella regione dell'Occitania. Il 1º gennaio 2019 il comune è stato accorpato ai comuni di Goulier, Sem e Suc-et-Sentenac per formare il nuovo comune di Val-de-Sos.

## Gemellaggio
Dall'11 luglio 2010 è gemellato col comune italiano di Quero.

## Società

### Evoluzione demografica
Abitanti censiti